# Calvoa pulcherrima
Calvoa pulcherrima là một loài thực vật có hoa trong họ Mua. Loài này được Gilg ex Engl. mô tả khoa học đầu tiên năm 1921.